# Ștefan Miu
Ștefan Miu (n. 1898, Valcani, județul Timiș – d. 1968, București) a fost un deputat în Marea Adunare Națională de la Alba Iulia, organismul legislativ reprezentativ al „tuturor românilor din Transilvania, Banat și Țara Ungurească”, cel care a adoptat hotărârea privind Unirea Transilvaniei cu România, la 1 decembrie 1918 :p. 88.

## Biografie
A urmat cursurile Facultății de Drept din București, precum și Teologia la Arad :p. 88.  

## Activitatea politică
Ca deputat în Adunarea Națională din 1 decembrie 1918 a fost delegat al Societății Studenților de la Institutul Teologic Ortodox din Arad :p. 88.	